# Apiocera antennata
Apiocera antennata är en tvåvingeart som beskrevs av Paramonov 1953. Apiocera antennata ingår i släktet Apiocera och familjen Apioceridae. Inga underarter finns listade i Catalogue of Life.